# Eleanor the Great
Eleanor the Great ist eine Tragikomödie und das Regiedebüt von Scarlett Johansson. Der Film mit June Squibb, Chiwetel Ejiofor, Erin Kellyman und Jessica Hecht in den Hauptrollen erzählt die Geschichte einer über 90-jährigen Frau, die nach dem Tod ihrer besten Freundin zu ihrer Tochter nach New York City zieht. Der Film feierte im Mai 2025 bei den Internationalen Filmfestspielen in Cannes seine Premiere und soll Ende September 2025 in die US-Kinos kommen.

## Handlung
Nach siebzig Jahren mit ihrer besten Freundin Bessie zieht Eleanor Morgenstein für einen Neuanfang von Florida nach New York City zu ihrer Tochter Lisa und ihrem Enkel Max. Mit neunzig Jahren neue Freunde zu finden, erweist sich als schwierig, und Eleanor weiß nicht, was sie den lieben langen Tag im anonymen Big Apple mit sich anfangen soll. Lisa schickt ihre Mutter daher in das jüdische Gemeindezentrum, um dort im Chor mitzusingen. Eleanor verwechselt jedoch den Raum und findet sich unverhofft in einer Selbsthilfegruppe für Holocaust-Überlebende wieder.
Auch wenn sie den Holocaust gar nicht erlebt und den jüdischen Glauben erst nach dem Zweiten Weltkrieg angenommen hat, erzählt sie dort von den Schrecken, die sie damals erlebt hat, und wie ihr Bruder ermordet wurde. In Wahrheit stammt die Geschichte von Bessie, und Eleanor will einfach nur sicher gehen, dass die Erfahrungen ihrer besten Freundin nicht in Vergessenheit geraten. Sie macht die Bekanntschaft der 19-jährigen Journalismus-Studentin Nina. Sie ist die Tochter des berühmten TV-Nachrichtensprechers Roger, und beide signalisieren Interesse an Eleanors Geschichte, die aber nicht ihre ist.

## Produktion

### Filmstab und Besetzung

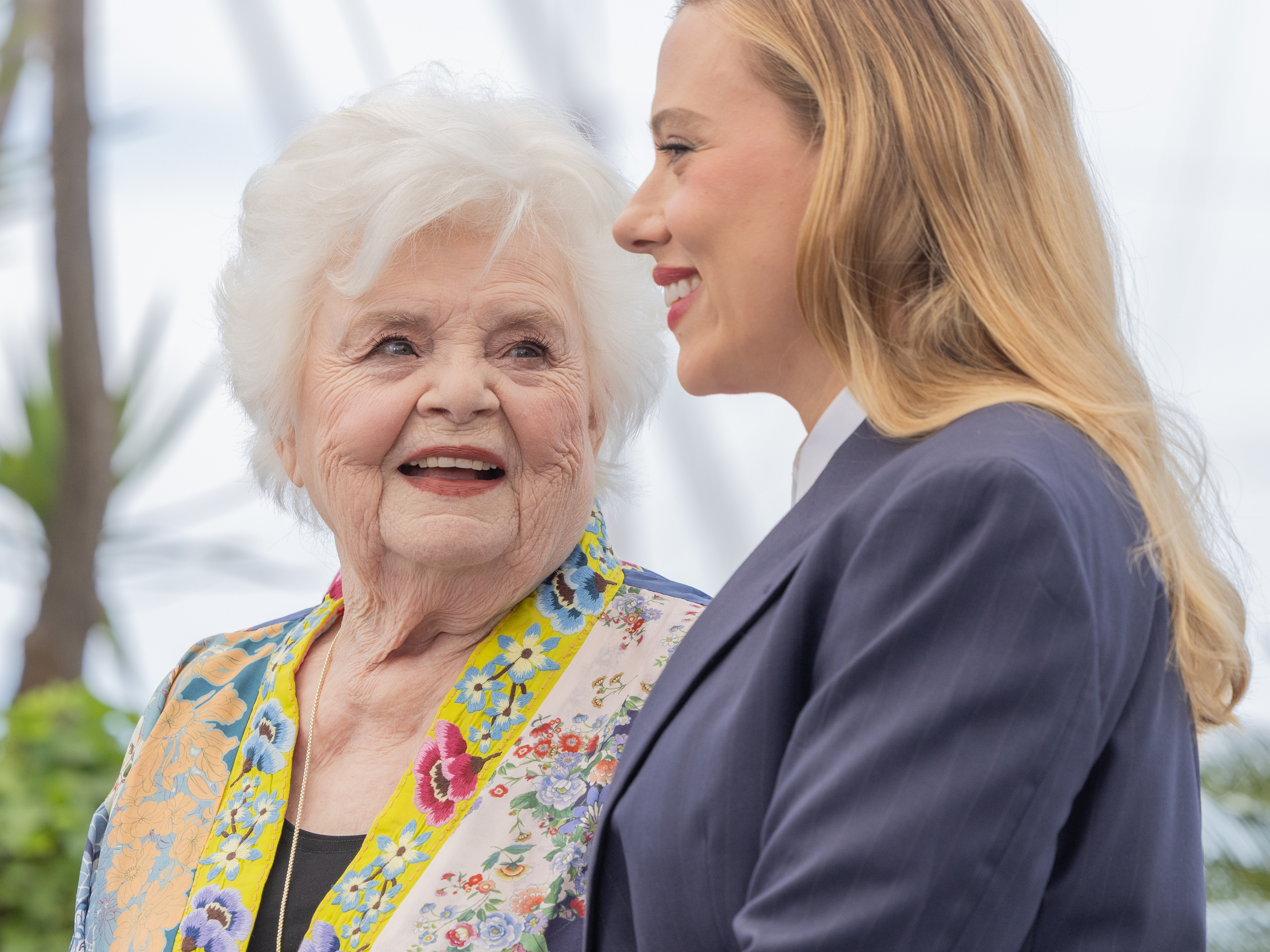
June Squibb spielt in der Titelrolle Eleanor, hier gemeinsam mit Regisseurin Scarlett Johansson im Mai 2025 in Cannes

Regie führte Scarlett Johansson. Es handelt sich bei Eleanor the Great um das Regiedebüt der Schauspielerin. Das Drehbuch schrieb Tory Kamen.
June Squibb, die nach einer 50-jährigen Karriere erst mit über 90 Jahren 2024 durch ihre Rolle im Film Thelma – Rache war nie süßer einem Publikum weltweit bekannt wurde, spielt in der Titelrolle die 90-jährige Eleanor Morgenstein. Rita Zohar ist in der Rolle ihrer verstorbenen Freundin Bessie zu sehen. Jessica Hecht spielt Eleanors Tochter Lisa und Will Price ihren Enkel Max. Erin Kellyman spielt die Journalismus-Studentin Nina und Chiwetel Ejiofor deren Vater Roger. Cole Tristan Murphy, bekannt aus Brave the Dark von Damian Harris, spielt Charlie. Das Casting übernahmen Ellen Lewis und Kate Sprance.

### Dreharbeiten und Filmmusik
Die französische Kamerafrau Hélène Louvart war zuletzt für Filme wie Firebrand und Motel Destino von Karim Aïnouz, La chimera von Alice Rohrwacher und Reading Lolita in Tehran von Eran Riklis tätig.
Die Filmmusik komponierte der in Berlin lebende US-Amerikaner Dustin O’Halloran, der zuletzt für Filme wie God’s Own Country und Ammonite von Francis Lee und The Old Guard von Gina Prince-Bythewood tätig war.

### Veröffentlichung
Die Premiere des Films erfolgte am 20. Mai 2025 bei den Internationalen Filmfestspielen in Cannes. Der Kinostart in den USA und in Kanada ist am 26. September 2025 geplant. Ebenfalls im September 2025 wird der Film beim Festival des amerikanischen Films gezeigt.

## Rezeption

### Altersfreigabe und Kritiken
In den USA wurde der Film als PG-13 eingestuft.
Die Kritiken fielen gemischt aus.
Christoph Petersen schreibt in seiner Kritik für Filmstarts, anders als der für das beste Drehbuch Oscar-prämierte Film A Real Pain, der ebenfalls als den Holocaust behandelnde Tragikomödie Ambivalenzen ausgehalten hat, komme Eleanor the Great viel zu zahnlos daher. So enthülle der Film sofort, nachdem man Eleanor zum ersten Mal in der Gruppe sieht, dass die erlogene Holocaust-Geschichte in Wahrheit die von Bessie ist. Auch weitere Verstrickungen wirkten moralinsauer, hölzern und leblos. Vor allem der für seine Rolle in 12 Years A Slave Oscar-nominierte Chiwetel Ejiofor wirke als Nachrichtensprecher nie wie ein Mensch aus Fleisch und Blut, sondern nur wie ein schematisches Mittel zum Zweck. Aber auch wenn Scarlett Johanssons Regie und das Drehbuch trotz seiner provokanten Prämisse enttäuschten, gebe es an der Powerhouse-Performance der großartigen June Squibb kein Vorbeikommen.

### Auszeichnungen
Mit der Aufnahme in die Sektion Un Certain Regard des Filmfestivals von Cannes ist Eleanor the Great automatisch für deren Hauptpreis nominiert sowie für die Caméra d’Or für den besten Debütfilm.
Festival des amerikanischen Films 2025
- Nominierung im Wettbewerb[8]